# Chorebus leptogaster
Chorebus leptogaster är en stekelart som först beskrevs av Alexander Henry Haliday 1839.  Chorebus leptogaster ingår i släktet Chorebus och familjen bracksteklar. Arten är reproducerande i Sverige. Inga underarter finns listade i Catalogue of Life.